# Apostolisches Vikariat Thessaloniki
Das in Griechenland gelegene Apostolische Vikariat Thessaloniki (lateinisch Apostolicus Vicariatus Thessalonicensis) wurde am 18. März 1926 aus dem Apostolischen Vikariat Konstantinopel heraus durch das Breve In sublimi Principis von Papst Pius XI. begründet.
Zählte das Apostolische Vikariat 1950 noch 2.500 Katholiken in 2 Pfarreien mit 4 Ordenspriestern und 23 Ordensschwestern, so wuchs es bis 2002 auf 4.000 Katholiken in 8 Pfarreien mit 2 Diözesanpriestern, 4 Ordenspriestern und 8 Ordensschwestern.
Mit seinen 57.550 km² umfasst das Vikariat Thessaloniki die Regionen Zentralmakedonien, Westmakedonien, Ostmakedonien und Thrakien und Thessalien mit Kirchen in Volos, Kavala und Alexandroupoli. Die Kathedrale in Thessaloniki ist dem Patrozinium der Unbefleckten Empfängnis unterstellt. Patron des Bistums ist der Apostel Paulus.  Wie viele Bistümer in Griechenland, so besitzt auch das Apostolische Vikariat Thessaloniki seit langem keinen eigenen Bischof mehr, sondern wird durch den Erzbischof von Korfu als Administrator betreut.